# Lekkoatletyka na Letnich Igrzyskach Paraolimpijskich 2004 – rzut oszczepem kl. F12 mężczyzn
W rzucie oszczepem kl. F12 (zawodnicy niedowidzący) mężczyzn podczas Letnich Igrzysk Paraolimpijskich 2004 rywalizowało ze sobą 13 zawodników.

## Wyniki

### Finał
| Poz. | Zawodnik                | Narodowość          | Rezultat | Uwagi |
| ---- | ----------------------- | ------------------- | -------- | ----- |
| 1    | Alaksandr Trypuć        | Białoruś            | 56,63    | PR    |
| 2    | Mirosław Pych           | Polska              | 52,32    |       |
| 3    | Miloš Grlica            | Serbia i Czarnogóra | 52,05    |       |
| 4    | Seyed Erfan Hosseini    | Iran                | 50,76    |       |
| 5    | Yan Huagang             | Chiny               | 50,12    |       |
| 6    | Thomas Validis          | Niemcy              | 48,74    |       |
| 7    | Hilton Langenhoven      | Południowa Afryka   | 48,26    |       |
| 8    | Stephane Bozzolo        | Francja             | 47,39    |       |
| 9    | Albert van der Mee      | Holandia            | 45,89    |       |
| 10   | Shigeo Osemachi         | Japonia             | 44,55    |       |
| 11   | Sui Hantao              | Chiny               | 42,53    |       |
| 12   | Władimir Andriuszczenko | Rosja               | 41,32    |       |
| 13   | Roman Mesyk             | Ukraina             | 39,01    |       |